# Булат, Нина Ивановна
Нина Ивановна Булат (14 января 1924 — 8 августа 2014) — машинист крана доменного цеха Орско-Халиловского металлургического комбината, Герой Социалистического Труда.

## Биография
Родилась 14 января 1924 года на хуторе Калиновка Исаклинского района Куйбышевской области (ныне нежилой населенный пункт) в семье крестьянина. Русская.
Окончила шесть классов школы.
Работала в родном селе, потом уехала в город и трудилась в железнодорожной амбулатории. В годы Великой Отечественной войны работала разнорабочей, затем электросварщицей Орской дистанции пути.
С 1954 года и до ухода на пенсию работала на Орско-Халиловском металлургическом комбинате в городе Новотроицке Оренбургской области. Освоила целый ряд профессий — работала бризгальщиком шлаковых ковшей и электросварщиком доменного цеха, машинистом крана, электросварщиком-газорезчиком, машинистом грейферного крана в доменном цехе.
В 1960 году Н. И. Булат участвовала во Всесоюзном совещании женщин в Москве.
Жила в городе Новотроицке. Умерла 8 августа 2014 года.

## Награды и звания
- Указом Президиума Верховного Совета СССР от 7 марта 1960 года в ознаменование 50-летия Международного женского дня, за выдающиеся достижения в труде и особо плодотворную общественную деятельность Булат Нине Ивановне присвоено звание Героя Социалистического Труда с вручением ордена Ленина и золотой медали «Серп и Молот».
- Награждена орденом Ленина (1960), а также медалями, среди которых «За доблестный труд в Великой Отечественной войне 1941—1945 гг.» и «За доблестный труд. В ознаменование 100-летия со дня рождения В. И. Ленина».

## Память
- О Нине Ивановне Булат имеется статья в юбилейном сборнике «Слово о Новотроицке», изданном к 55-летнему юбилею города.